# Hongkong i olympiska sommarspelen 2008
Hongkong i olympiska sommarspelen 2008 bestod av 34 idrottare som blivit uttagna av Hongkongs olympiska kommitté.

## Badminton
- Huvudartikel: Badminton vid olympiska sommarspelen 2008
- Herrar

| Namn   | Gren   | 32-delsfinal                    | 16-delsfinal     | 8-delsfinal      | Kvartsfinal      | Semifinal        | Final            | Final            |
| Namn   | Gren   | Resultat                        | Resultat         | Resultat         | Resultat         | Resultat         | Resultat         | Plats            |
| ------ | ------ | ------------------------------- | ---------------- | ---------------- | ---------------- | ---------------- | ---------------- | ---------------- |
| Ng Wei | Singel | (1) Lin Dan (CHN) L 16-21 13-21 | Gick inte vidare | Gick inte vidare | Gick inte vidare | Gick inte vidare | Gick inte vidare | Gick inte vidare |

- Damer

| Namn          | Gren   | 32-delsfinal               | 16-delsfinal                | 8-delsfinal                      | Kvartsfinal      | Semifinal        | Final            | Final            |
| Namn          | Gren   | Resultat                   | Resultat                    | Resultat                         | Resultat         | Resultat         | Resultat         | Plats            |
| ------------- | ------ | -------------------------- | --------------------------- | -------------------------------- | ---------------- | ---------------- | ---------------- | ---------------- |
| Yip Pui Yin   | Singel | Hallam (GBR) L 15-21 17-21 | Gick inte vidare            | Gick inte vidare                 | Gick inte vidare | Gick inte vidare | Gick inte vidare | Gick inte vidare |
| (4) Wang Chen | Singel | Bye                        | Sládeková (SVK) W 21-7 21-7 | Nehwal (IND) L 19-21 21-11 11-21 | Gick inte vidare | Gick inte vidare | Gick inte vidare | Gick inte vidare |

## Bordtennis
- Huvudartikel: Bordtennis vid olympiska sommarspelen 2008
- Singel, herrar

| Idrottare      | Gren   | Grundomgång          | Omgång 1             | Omgång 2                        | Omgång 3                        | Omgång 4                              | Kvartsfinal                | Semifinal            | Final                |
| Idrottare      | Gren   | Motståndare Resultat | Motståndare Resultat | Motståndare Resultat            | Motståndare Resultat            | Motståndare Resultat                  | Motståndare Resultat       | Motståndare Resultat | Motståndare Resultat |
| -------------- | ------ | -------------------- | -------------------- | ------------------------------- | ------------------------------- | ------------------------------------- | -------------------------- | -------------------- | -------------------- |
| (9) Cheung Yuk | Singel |                      |                      |                                 | Jörgen Persson (SWE) L 1 - 4    | Gick inte vidare                      | Gick inte vidare           | Gick inte vidare     | Gick inte vidare     |
| Ko Lai Chak    | Singel |                      |                      | Gionis Panagiotis (GRE) W 4 - 3 | (6) Ryu Seung-Min (KOR) W 4 - 2 | (11) Dimitrij Ovtcharov (GER) W 4 - 1 | (1) Wang Hao (CHN) L 1 - 4 | Gick inte vidare     | Gick inte vidare     |
| (8) Li Ching   | Singel |                      |                      |                                 | Jang Song Man (PRK) W 4 - 1     | Tan Ruiwu (CRO) L 2 - 4               | Gick inte vidare           | Gick inte vidare     | Gick inte vidare     |

- Lag, herrar

| Lag      | Poäng | Matcher | Vinster | Förluster | GW | GL |
| -------- | ----- | ------- | ------- | --------- | -- | -- |
| Japan    | 6     | 3       | 3       | 0         | 9  | 0  |
| Hongkong | 5     | 3       | 2       | 1         | 6  | 4  |
| Nigeria  | 4     | 3       | 1       | 2         | 3  | 8  |
| Ryssland | 3     | 3       | 0       | 3         | 3  | 9  |

13 augusti
| Hongkong | 3–1 | Ryssland |
| Hongkong | 3–0 | Nigeria  |

14 augusti
| Hongkong | 0–3 | Japan |

|  | Bronsmatcher, omgång 1 | Bronsmatcher, omgång 1 | Bronsmatcher, omgång 1 | Bronsmatcher, omgång 1 | Bronsmatcher, omgång 1 | Bronsmatcher, omgång 1 | Bronsmatcher, omgång 1 |  |  | Bronsmatcher, omgång 2 | Bronsmatcher, omgång 2 | Bronsmatcher, omgång 2 | Bronsmatcher, omgång 2 | Bronsmatcher, omgång 2 | Bronsmatcher, omgång 2 | Bronsmatcher, omgång 2 |  |  | Bronsmatch | Bronsmatch | Bronsmatch | Bronsmatch | Bronsmatch | Bronsmatch | Bronsmatch |
|  |                        |                        |                        |                        |                        |                        |                        |  |  |                        |                        |                        |                        |                        |                        |                        |  |  |            |            |            |            |            |            |            |
|  |                        |                        |                        |                        |                        |                        |                        |  |  | 2                      | Sydkorea               | 3                      | 2                      | 3                      | 3                      |                        |  |  |            |            |            |            |            |            |            |
|  | 3                      | Hongkong               | 3                      | 3                      | 3                      |                        |                        |  |  | 3                      | Hongkong               | 1                      | 3                      | 2                      | 2                      |                        |  |  |            |            |            |            |            |            |            |
|  | 6                      | Kinesiska Taipei       | 0                      | 2                      | 0                      |                        |                        |  |  |                        |                        |                        |                        |                        |                        |                        |  |  | 2          | Sydkorea   | 3          | 1          | 3          | 3          |            |
|  |                        |                        |                        |                        |                        |                        |                        |  |  |                        |                        |                        |                        |                        |                        |                        |  |  | 8          | Österrike  | 1          | 3          | 0          | 0          |            |
|  |                        |                        |                        |                        |                        |                        |                        |  |  | 5                      | Japan                  | 3                      | 0                      | 2                      | 1                      |                        |  |  |            |            |            |            |            |            |            |
|  | 8                      | Österrike              | 3                      | 3                      | 2                      | 3                      |                        |  |  | 8                      | Österrike              | 0                      | 3                      | 3                      | 3                      |                        |  |  |            |            |            |            |            |            |            |
|  | 10                     | Kroatien               | 0                      | 0                      | 3                      | 1                      |                        |  |  |                        |                        |                        |                        |                        |                        |                        |  |  |            |            |            |            |            |            |            |

- Singel, damer

| Idrottare     | Gren   | Grundomgång          | Omgång 1             | Omgång 2                   | Omgång 3                         | Omgång 4                    | Kvartsfinal                | Semifinal            | Final                |
| Idrottare     | Gren   | Motståndare Resultat | Motståndare Resultat | Motståndare Resultat       | Motståndare Resultat             | Motståndare Resultat        | Motståndare Resultat       | Motståndare Resultat | Motståndare Resultat |
| ------------- | ------ | -------------------- | -------------------- | -------------------------- | -------------------------------- | --------------------------- | -------------------------- | -------------------- | -------------------- |
| Lau Sui Fei   | Singel |                      |                      | Xian Yi Fang (FRA) W 4 - 1 | (2) Guo Yue (CHN) L 0 - 4        | Gick inte vidare            | Gick inte vidare           | Gick inte vidare     | Gick inte vidare     |
| (10) Lin Ling | Singel |                      |                      |                            | Tatyana Kostromina (BLR) W 4 - 0 | (4) Li Jiawei (SIN) L 3 - 4 | Gick inte vidare           | Gick inte vidare     | Gick inte vidare     |
| (7) Tie Ya Na | Singel |                      |                      |                            | Shen Yanfei (ESP) W 4 - 1        | Li Qiangbing (AUT) W 4 - 3  | (3) Wang Nan (CHN) L 1 - 4 | Gick inte vidare     | Gick inte vidare     |

- Lag, damer

| Lag      | Poäng | Matcher | Vinster | Förluster | GW | GL |
| -------- | ----- | ------- | ------- | --------- | -- | -- |
| Hongkong | 6     | 3       | 3       | 0         | 9  | 0  |
| Rumänien | 5     | 3       | 2       | 1         | 6  | 5  |
| Polen    | 4     | 3       | 1       | 2         | 5  | 7  |
| Tyskland | 3     | 3       | 0       | 3         | 1  | 9  |

13 augusti
| Hongkong | 3–0 | Polen |

14 augusti
| Hongkong | 3–0 | Rumänien |
| Hongkong | 3–0 | Tyskland |

|  | Semifinaler | Semifinaler | Semifinaler | Semifinaler | Semifinaler |   |   | Final | Final | Final | Final | Final |  |
|  |             |             |             |             |             |   |   |       |       |       |       |       |  |
|  |             |             |             |             |             |   |   |       |       |       |       |       |  |
|  | 1           | Kina        | 3           | 3           | 3           |   |   |       |       |       |       |       |  |
|  | 1           | Kina        | 3           | 3           | 3           |   |   |       |       |       |       |       |  |
|  | 3           | Hongkong    | 0           | 0           | 0           |   |   |       |       |       |       |       |  |
|  | 3           | Hongkong    | 0           | 0           | 0           |   | 1 | Kina  | 3     | 3     | 3     |       |  |
|  |             |             |             |             |             |   | 1 | Kina  | 3     | 3     | 3     |       |  |
|  |             |             | 2           | Singapore   | 1           | 1 | 0 |       |       |       |       |       |  |
|  | 2           | Singapore   | 2           | Singapore   | 1           | 1 | 0 | 3     | 2     | 3     |       |       |  |
|  | 2           | Singapore   |             |             |             |   |   |       |       | 3     |       |       |  |
|  | 4           | Sydkorea    | 0           | 3           | 0           |   |   |       |       |       |       |       |  |
|  | 4           | Sydkorea    | 0           | 3           | 0           |   |   |       |       |       |       |       |  |
|  |             |             |             |             |             |   |   |       |       |       |       |       |  |

## Cykling
- Huvudartikel: Cykling vid olympiska sommarspelen 2008

### Mountainbike
Herrar
| Cyklist        | Gren         | Tid | Placering |
| -------------- | ------------ | --- | --------- |
| Chan Chun Hing | Mountainbike | N/A | DNF       |

### Landsväg
Herrar
| Cyklist    | Gren      | Tid                | Placering |
| ---------- | --------- | ------------------ | --------- |
| Wu Kin San | Linjelopp | 7h 05' 57 (+42:08) | 89        |

### Bana
Poänglopp
| Cyklist             | Gren              | Poäng/varv | Placering |
| ------------------- | ----------------- | ---------- | --------- |
| Wong Kam-Po         | Poänglopp, herrar | 5          | 15th      |
| Wong Wan Yiu, Jamie | Poänglopp, damer  | 0          | 15th      |

## Friidrott
- Huvudartikel: Friidrott vid olympiska sommarspelen 2008

Förkortningar
- Noteringar – Placeringarna avser endast löparens eget heat
- Q = Kvalificerad till nästa omgång
- q = Kvalificerade sig till nästa omgång som den snabbaste idrottaren eller, i fältgrenarna, via placering utan att uppnå kvalgränsen.
- NR = Nationellt rekord
- N/A = Omgången ingick inte i grenen
- Bye = Idrottaren behövde inte delta i denna omgång

Herrar
Bana och landsväg
| Lai Chun Ho | 100 m | 10.63 | 7 | Gick inte vidare | Gick inte vidare | Gick inte vidare | Gick inte vidare | Gick inte vidare | Gick inte vidare |

Damer
Bana & landsväg
| Idrottare   | Gren  | Heat     | Heat      | Kvartsfinal      | Kvartsfinal      | Semifinal        | Semifinal        | Final            | Final            |
| Idrottare   | Gren  | Resultat | Placering | Resultat         | Placering        | Resultat         | Placering        | Resultat         | Placering        |
| ----------- | ----- | -------- | --------- | ---------------- | ---------------- | ---------------- | ---------------- | ---------------- | ---------------- |
| Wan Kin Yee | 100 m | 12.37    | 6         | Gick inte vidare | Gick inte vidare | Gick inte vidare | Gick inte vidare | Gick inte vidare | Gick inte vidare |

## Fäktning
- Huvudartikel: Fäktning vid olympiska sommarspelen 2008

Herrar
| Idrottare    | Gren                  | Omgång 1           | Sextondelsfinal   | Åttondelsfinal    | Kvartsfinal       | Semifinal         | Final / BM        | Final / BM |
| Idrottare    | Gren                  | Motståndare Poäng  | Motståndare Poäng | Motståndare Poäng | Motståndare Poäng | Motståndare Poäng | Motståndare Poäng | Placering  |
| ------------ | --------------------- | ------------------ | ----------------- | ----------------- | ----------------- | ----------------- | ----------------- | ---------- |
| Lau Kwok Kin | Florett, individuellt | Chida (JPN) L 6–15 | Gick inte vidare  | Gick inte vidare  | Gick inte vidare  | Gick inte vidare  | Gick inte vidare  |            |

Damer
| Idrottare       | Gren                | Omgång 1          | Sextondelsfinal             | Åttondelsfinal    | Kvartsfinal       | Semifinal         | Final / BM        | Final / BM       |
| Idrottare       | Gren                | Motståndare Poäng | Motståndare Poäng           | Motståndare Poäng | Motståndare Poäng | Motståndare Poäng | Motståndare Poäng | Placering        |
| --------------- | ------------------- | ----------------- | --------------------------- | ----------------- | ----------------- | ----------------- | ----------------- | ---------------- |
| Yeung Chui Ling | Värja, individuellt | i.u.              | Mincza-Nebald (HUN) L 11–15 | Gick inte vidare  | Gick inte vidare  | Gick inte vidare  | Gick inte vidare  | Gick inte vidare |
| Chow Tsz Ki     | Sabel, individuellt | BYE               | Bao Yy (CHN) L 5–15         | Gick inte vidare  | Gick inte vidare  | Gick inte vidare  | Gick inte vidare  | Gick inte vidare |

## Ridsport

### Hoppning
| Ryttare                                | Häst    | Gren                  | Kval     | Kval      | Kval     | Kval     | Kval      | Kval             | Kval             | Kval             | Final            | Final            | Final            | Final            | Final            | Totalt | Totalt    |
| Ryttare                                | Häst    | Gren                  | Omgång 1 | Omgång 1  | Omgång 2 | Omgång 2 | Omgång 2  | Omgång 3         | Omgång 3         | Omgång 3         | Omgång A         | Omgång A         | Omgång B         | Omgång B         | Omgång B         | Totalt | Totalt    |
| Ryttare                                | Häst    | Gren                  | Straff   | Placering | Straff   | Totalt   | Placering | Straff           | Totalt           | Placering        | Straff           | Placering        | Straff           | Totalt           | Placering        | Straff | Placering |
| -------------------------------------- | ------- | --------------------- | -------- | --------- | -------- | -------- | --------- | ---------------- | ---------------- | ---------------- | ---------------- | ---------------- | ---------------- | ---------------- | ---------------- | ------ | --------- |
| Kenneth Cheng                          | Can Do  | Individuell hoppning  | 6        | =46 Q     | 21       | 27       | 57        | Gick inte vidare | Gick inte vidare | Gick inte vidare | Gick inte vidare | Gick inte vidare | Gick inte vidare | Gick inte vidare | Gick inte vidare | 27     | 57        |
| Patrick Lam                            | Urban   | Individuell hoppning  | 0        | =1 Q      | 9        | 9        | =22 Q     | 36               | 45               | 46               | Gick inte vidare | Gick inte vidare | Gick inte vidare | Gick inte vidare | Gick inte vidare | 45     | 46        |
| Samantha Lam                           | Tresor  | Individuell hoppning  | 14       | =66 Q     | 29       | 43       | =63       | Gick inte vidare | Gick inte vidare | Gick inte vidare | Gick inte vidare | Gick inte vidare | Gick inte vidare | Gick inte vidare | Gick inte vidare | 43     | =63       |
| Kenneth Cheng Patrick Lam Samantha Lam | Se ovan | Lagtävling i hoppning | i.u.     | i.u.      | i.u.     | i.u.     | i.u.      | i.u.             | i.u.             | i.u.             | 59               | 15               | Gick inte vidare | Gick inte vidare | Gick inte vidare | 59     | 15        |

## Rodd
Herrar
| Idrottare                  | Gren                    | Heat    | Heat      | Återkval | Återkval  | Kvartsfinal | Kvartsfinal | Semifinal | Semifinal | Final   | Final     | Final |
| Idrottare                  | Gren                    | Tid     | Placering | Tid      | Placering | Tid         | Placering   | Tid       | Placering | Tid     | Placering |       |
| -------------------------- | ----------------------- | ------- | --------- | -------- | --------- | ----------- | ----------- | --------- | --------- | ------- | --------- | ----- |
| Law Hiu Fung               | Singelsculler           | 7:45,96 | 3 QF      | i.u.     | i.u.      | 7:29,21     | 6 SC/D      | 7:32,61   | 6 FD      | 7:06,17 | 20        |       |
| Chow Kwong Wing So Sau Wah | Lättvikts-dubbelsculler | 6:34,51 | 4 R       | 6:58,71  | 5 SC/D    | i.u.        | i.u.        | 6:33,79   | 3 FC      | 6:34,48 | 16        |       |

Damer
| Idrottare  | Gren          | Heat    | Heat      | Kvartsfinal | Kvartsfinal | Semifinal | Semifinal | Final   | Final     | Final |
| Idrottare  | Gren          | Tid     | Placering | Tid         | Placering   | Tid       | Placering | Tid     | Placering |       |
| ---------- | ------------- | ------- | --------- | ----------- | ----------- | --------- | --------- | ------- | --------- | ----- |
| Lee Ka Man | Singelsculler | 8:23,02 | 5 QF      | 8:04,68     | 6 SC/D      | 8:30,80   | 6 FE      | 7:56,07 | 23        |       |

## Segling
Herrar
| Seglare       | Gren | Lopp | Lopp | Lopp | Lopp | Lopp | Lopp | Lopp | Lopp | Lopp | Lopp | Lopp | Summerad poäng | Finalplacering |
| Seglare       | Gren | 1    | 2    | 3    | 4    | 5    | 6    | 7    | 8    | 9    | 10   | M*   | Summerad poäng | Finalplacering |
| ------------- | ---- | ---- | ---- | ---- | ---- | ---- | ---- | ---- | ---- | ---- | ---- | ---- | -------------- | -------------- |
| Chan King Yin | RS:X | 5    | 4    | 2    | 5    | 3    | 33   | 21   | 27   | 7    | 8    | 2    | 84             | 6              |

M = Medaljlopp; EL = Eliminerad – gick inte vidare till medaljloppet;
Damer
| Seglare      | Gren | Lopp | Lopp | Lopp | Lopp | Lopp | Lopp | Lopp | Lopp | Lopp | Lopp | Lopp | Summerad poäng | Finalplacering |
| Seglare      | Gren | 1    | 2    | 3    | 4    | 5    | 6    | 7    | 8    | 9    | 10   | M*   | Summerad poäng | Finalplacering |
| ------------ | ---- | ---- | ---- | ---- | ---- | ---- | ---- | ---- | ---- | ---- | ---- | ---- | -------------- | -------------- |
| Chan Wai Kei | RS:X | 10   | 10   | 6    | 13   | 7    | 12   | 6    | 7    | 14   | 4    | 18   | 93             | 9              |

M = Medaljlopp; EL = Eliminerad – gick inte vidare till medaljloppet;

## Simning
- Huvudartikel: Simning vid olympiska sommarspelen 2008

## Skytte
- Huvudartikel: Skytte vid olympiska sommarspelen 2008

## Triathlon
| Triathlet         | Gren                | Simning (1,5 km) | Trans 1 | Cykling (40 km) | Trans 2 | Löpning (10 km) | Total tid  | Placering |
| ----------------- | ------------------- | ---------------- | ------- | --------------- | ------- | --------------- | ---------- | --------- |
| Daniel Chi Wo Lee | Herrarnas triathlon | 18:54            | 0:28    | 58:24           | 0:32    | 36:22           | 1:54:40,78 | 43        |
| Tania So Ning Mak | Damernas triathlon  | 21:18            | Varvad  | Varvad          | Varvad  | Varvad          | Varvad     | Varvad    |